# Halowe Mistrzostwa Europy w Lekkoatletyce 1976 – skok wzwyż kobiet
Skok wzwyż kobiet – jedna z konkurencji technicznych rozgrywanych podczas halowych lekkoatletycznych mistrzostw Europy w Olympiahalle w Monachium. Rozegrano od razu finał 21 lutego 1976. Zwyciężyła reprezentantka Niemieckiej Republiki Demokratycznej Rosemarie Ackermann, która tym samym obroniła tytuł zdobyty na poprzednich mistrzostwach.

## Rezultaty
Rozegrano od razu finał, w którym wzięło udział 17 zawodniczek.

Opracowano na podstawie materiału źródłowego.
| Miejsce | Zawodniczka              | Wynik | Uwagi |
| ------- | ------------------------ | ----- | ----- |
| 1       | Rosemarie Ackermann      | 1,92  | =     |
| 2       | Ulrike Meyfarth          | 1,89  |       |
| 3       | Milada Karbanová         | 1,89  |       |
| 4       | Marie-Christine Debourse | 1,86  |       |
| 5       | Věra Bradáčová           | 1,86  |       |
| 6       | Ria Ahlers               | 1,86  | NR    |
| 7       | Mária Mračnová           | 1,86  |       |
| 8       | Rita Kirst               | 1,83  |       |
| 9       | Marlis Wilken            | 1,83  |       |
| 10      | Brigitte Holzapfel       | 1,80  |       |
| 11      | Jordanka Błagoewa        | 1,80  |       |
| 11      | Mirjam van Laar          | 1,80  |       |
| 11      | Nadieżda Oskołok         | 1,80  |       |
| 14      | Ann-Ewa Karlsson         | 1,80  |       |
| 14      | Tacciana Szliachta       | 1,80  |       |
| 16      | Carina Andersson         | 1,75  |       |
| 17      | Annemieke Bouma          | 1,75  |       |